# Lista de episódios de Harvey Beaks
Harvey Beaks é uma série de animação estadunidense criada por C. H. Greenblatt para o canal Nickelodeon, onde estreou em 29 de março de 2015. Em Portugal a série estreou no Nickelodeon em 5 de junho de 2015, e no Brasil em 6 de junho do mesmo ano na Nickelodeon.

## Resumo
| Temporada | Temporada | Episódios | Exibição original    | Exibição original      | Exibição em Portugal | Exibição em Portugal | Exibição no Brasil   | Exibição no Brasil     |
| Temporada | Temporada | Episódios | Estreia de temporada | Final de temporada     | Estreia de temporada | Final de temporada   | Estreia de temporada | Final de temporada     |
| --------- | --------- | --------- | -------------------- | ---------------------- | -------------------- | -------------------- | -------------------- | ---------------------- |
|           | 1         | 26        | 28 de março de 2015  | 10 de junho de 2016    | 5 de junho de 2015   | 27 de julho de 2016  | 6 de junho de 2015   | 6 de agosto de 2016    |
|           | 2         | 26        | 13 de junho de 2016  | 29 de dezembro de 2017 | 22 de agosto de 2016 | TBA                  | 22 de agosto de 2016 | 22 de dezembro de 2017 |

## Episódios

### 1ª Temporada (2015/16)
| # (série) | # (temp.) | Título                                         | Escrito por                                                | Exibição original                                                 | Código de produção | Audiência |
| --------- | --------- | ---------------------------------------------- | ---------------------------------------------------------- | ----------------------------------------------------------------- | ------------------ | --------- |
| 1a        | 1a        | "Pe-Choo!"                                     | C. H. Greenblatt                                           | 28 de março de 2015 5 de junho de 2015 13 de junho de 2015        | 101                | 2.60      |
| 1b        | 1b        | "A Árvore da Cuspidela"                        | Kevin A. Kramer, Hannah Ayoubi, e Brandon B.               | 29 de março de 2015 12 de junho de 2015 13 de junho de 2015       | 101                | 1.81      |
| 2a        | 2a        | "O Dedo"                                       | C. H. Greenblatt, Hannah Ayoubi, e Brandon B.              | 5 de abril de 2015 19 de junho de 2015 20 de junho de 2015        | 103                | 1.23      |
| 2b        | 2b        | "O Lado Negativo de Ser Positivo"              | Shane Houghton, Charlie Gavin, e Chris Houghton            | 5 de abril de 2015 19 de junho de 2015 20 de junho de 2015        | 103                | 1.23      |
| 3a        | 3a        | "A Bicicleta Alugada"                          | Shane Houghton, Charlie Gavin, e Chris Houghton            | 12 de abril de 2015 12 de junho de 2015 6 de junho de 2015        | 102                | 1.44      |
| 3b        | 3b        | "Anti-Dia dos Namorados"                       | Dani Michaeli, Monica Ray, e Nicholas Sumida               | 12 de abril de 2015 12 de junho de 2015 6 de junho de 2015        | 102                | 1.44      |
| 4a        | 4a        | "A Noite do Clube de Dança"                    | Shane Houghton, Charlie Gavin, e Chris Houghton            | 19 de abril de 2015 8 de setembro de 2015 11 de julho de 2015     | 106                | 1.54      |
| 4b        | 4b        | "O Rebelde"                                    | Katie Mattila, Monica Ray, e Nicholas Sumida               | 19 de abril de 2015 8 de setembro de 2015 11 de julho de 2015     | 106                | 1.54      |
| 5a        | 5a        | "A Primeira Cicatriz de Harvey"                | Shane Houghton, Zeus Cervas, e Colin Heck                  | 26 de abril de 2015 9 de setembro de 2015 18 de julho de 2015     | 107                | 1.22      |
| 5b        | 5b        | "A Natureza da Natureza"                       | Dani Michaeli, Hannah Ayoubi, e Brandon B.                 | 2 de maio de 2015 9 de setembro de 2015 18 de julho de 2015       | 107                | 1.35      |
| 6a        | 6a        | "Um Conto dos Esquilos"                        | C. H. Greenblatt                                           | 26 de abril de 2015 7 de setembro de 2015 4 de julho de 2015      | 105                | 1.22      |
| 6b        | 6b        | "Alguém Está Roubando Minhas Coisas"           | Dani Michaeli, Hannah Ayoubi, e Brandon B.                 | 2 de maio de 2015 7 de setembro de 2015 4 de julho de 2015        | 105                | 1.24      |
| 7a        | 7a        | "O Problema do Fantasma"                       | Amalia Levari, Charlie Gavin, e Chris Houghton             | 17 de maio de 2015 10 de setembro de 2015 25 de julho de 2015     | 108                | 1.10      |
| 7b        | 7b        | "A Princesa é Melhor Que Você"                 | Shane Houghton, Monica Ray, e Nicholas Sumida              | 2 de maio de 2015 10 de setembro de 2015 25 de julho de 2015      | 108                | 1.35      |
| 8a        | 8a        | "O Todo-Poderoso Foo"                          | Shane Houghton, Zeus Cervas, e Colin Heck                  | 17 de maio de 2015 14 de setembro de 2015 8 de agosto de 2015     | 109                | 1.11      |
| 8b        | 8b        | "Um Dade a Moda Antiga"                        | Kevin A. Kramer, Aaron Austin, Hannah Ayoubi, e Brandon B. | 2 de maio de 2015 14 de setembro de 2015 15 de agosto de 2015     | 109                | 1.33      |
| 9a        | 9a        | "Noite do Cometa?"                             | Kevin A. Kramer, Zeus Cervas, e Colin Heck                 | 10 de maio de 2015 26 de junho de 2015 27 de junho de 2015        | 104                | 1.03      |
| 9b        | 9b        | "Noite do Cometa!"                             | Amalia Levari, Monica Ray, e Nicholas Sumida               | 10 de maio de 2015 26 de junho de 2015 27 de junho de 2015        | 104                | 1.03      |
| 10a       | 10a       | "Dormir Fora, Nunca Mais"                      | Kevin A. Kramer, Charlie Gavin, e Chris Houghton           | 24 de maio de 2015 15 de setembro de 2015 22 de agosto de 2015    | 110                | 0.92      |
| 10b       | 10b       | "Babá Certificada"                             | Katie Mattila, Monica Ray, e Nicholas Sumida               | 24 de maio de 2015 15 de setembro de 2015 29 de agosto de 2015    | 110                | 0.92      |
| 11a       | 11a       | "O Corte de Cabelo da Fee"                     | Amalia Levari, Zeus Cervas, e Colin Heck                   | 18 de julho de 2015 16 de setembro de 2015 5 de setembro de 2015  | 111                | 0.86      |
| 11b       | 11b       | "O Livro Favorito do Harvey"                   | Amalia Levari, Aaron Austin, e Hannah Ayoubi               | 18 de julho de 2015 16 de setembro de 2015 5 de setembro de 2015  | 111                | 0.86      |
| 12a       | 12a       | "A Banda do Papai"                             | Dani Michaeli, Charlie Gavin, e Chris Houghton             | 25 de julho de 2015 17 de setembro de 2015 12 de setembro de 2015 | 112                | 0.89      |
| 12b       | 12b       | "O Quarto do Pânico do Foo"                    | Kevin A. Kramer, Monica Ray, e Nicholas Sumida             | 25 de julho de 2015 17 de setembro de 2015 12 de setembro de 2015 | 112                | 0.89      |
| 13a       | 13a       | "Um Dia de Folga"                              | Katie Mattila, Aaron Austin, e Hannah Ayoubi               | 7 de setembro de 2015 19 de setembro de 2015                      | 113                | 0.93      |
| 13b       | 13b       | "Receita para o Desastre"                      | Shane Houghton, Charlie Gavin, e Chris Houghton            | 7 de setembro de 2015 19 de setembro de 2015                      | 113                | 0.93      |
| 14a       | 14a       | "King of Pranks"                               | Shane Houghton, Charlie Gavin, e Chris Houghton            | 18 de setembro de 2015 26 de setembro de 2015                     | 114                | 1.83      |
| 14b       | 14b       | "Randl's Scandl"                               | Amalia Levari, Monica Ray, e Nicholas Sumida               | 25 de setembro de 2015 19 de setembro de 2015                     | 114                | ASD       |
| 15a       | 15a       | "Faxineiro Noturno"                            | ASA                                                        | 2 de outubro de 2015 27 de novembro de 2015                       | 115                | ASD       |
| 15b       | 15b       | "Galinha Sujinha"                              | ASA                                                        | 9 de outubro de 2015 27 de novembro de 2015                       | 115                | ASD       |
| 16a       | 16a       | "Buds Before Studs"                            | ASA                                                        | 2 de outubro de 2015                                              | 116                | ASD       |
| 16b       | 16b       | "Harvey Fights Kratz"                          | ASA                                                        | 6 de novembro de 2015                                             | 116                | ASD       |
| 17a       | 17a       | "O Labirinto de Milho"                         | ASA                                                        | 23 de outubro de 2015 23 de novembro de 2015                      | 120                | ASD       |
| 17b       | 17b       | "Harvey Não é Assustador"                      | ASA                                                        | 23 de outubro de 2015 23 de novembro de 2015                      | 120                | ASD       |
| 18a       | 18a       | "Jogos de Família"                             | ASA                                                        | 13 de novembro de 2015 25 de novembro de 2015                     | 117                | ASD       |
| 18b       | 18b       | "Barkball"                                     | ASA                                                        | 20 de novembro de 2015 25 de novembro de 2015                     | 117                | ASD       |
| 19a       | 19a       | "Junior Squealers"                             | ASA                                                        | 15 de janeiro de 2016 25 de novembro de 2015                      | 118                | ASD       |
| 19b       | 19b       | "The Storm"                                    | ASA                                                        | 22 de janeiro de 2016 25 de novembro de 2015                      | 118                | ASD       |
| 20a       | 20a       | "O Portal"                                     | ASA                                                        | 29 de janeiro de 2016 4 de junho de 2016                          | 119                | ASD       |
| 20b       | 20b       | "Caçada ao Pe-Grande"                          | ASA                                                        | 5 de fevereiro de 2016 4 de junho de 2016                         | 119                | ASD       |
| 21a       | 21a       | "Terrybear"                                    | ASA                                                        | 19 de fevereiro de 2016 11 de junho de 2016                       | 120                | ASD       |
| 21b       | 21b       | "Bark Kart"                                    | ASA                                                        | 26 de fevereiro de 2016 11 de junho de 2016                       | 120                | ASD       |
| 22a       | 22a       | "Quem e Mais legal?"                           | ASA                                                        | 19 de fevereiro de 2016 18 de junho de 2016                       | 122                | ASD       |
| 22b       | 22b       | "O Rei do Castelo"                             | ASA                                                        | 6 de junho de 2016 18 de junho de 2016                            | 122                | ASD       |
| 23a       | 23a       | "Foofee"                                       | ASA                                                        | 6 de junho de 2016 25 de junho de 2016                            | 123                | ASD       |
| 23b       | 23b       | "Why Are You Even Friends?"                    | ASA                                                        | 7 de junho de 2016 25 de junho de 2016                            | 123                | ASD       |
| 24a       | 24a       | "Sozinho"                                      | ASA                                                        | 8 de junho de 2016 13 de agosto de 2016                           | 123                | ASD       |
| 24b       | 24b       | "Os Tênis de Foo"                              | ASA                                                        | 8 de julho de 2016 13 de agosto de 2016                           | 124                | ASD       |
| 25a       | 25a       | "The Punishment"                               | ASA                                                        | 9 de junho de 2016 26 de julho de 2016                            | 125                | ASD       |
| 25b       | 25b       | "Dia da Árvore"                                | ASA                                                        | 9 de julho de 2016 28 de julho de 2016                            | 125                | ASD       |
| 26a       | 26a       | "Dois Digitos"                                 | ASA                                                        | 10 de junho de 2016 6 de agosto de 2016                           | 126                | ASD       |
| 26b       | 26b       | "A Primeira Festa de Aniversário de Fee e Foo" | ASA                                                        | 10 de julho de 2016 6 de agosto de 2016                           | 126                | ASD       |

### 2ª Temporada (2016/17)
A série foi renovada para uma segunda e última temporada.
| # (série) | # (temp.) | Título                                         | Escrito por | Exibição original | Código de produção | Audiência (em milhões)        |
| --------- | --------- | ---------------------------------------------- | ----------- | --- | ------------------ | ----------------------------- |
| 27        | 1         | "O Novo Bugaboo/O Caso da Panqueca Perdida"    | ASA         | 13 e 14 de junho de 2016 22 de agosto de 2016                                                                             | 203                | 1.40                          |
| 28        | 2         | "Kathy com K/O Pet do Harvey"                  | ASA         | 15 e 16 de junho de 2016 23 de agosto de 2016                                                                             | 204                | 1.48                          |
| 29        | 3         | "A Pirâmide de Fee / Dívida de Vida"           | ASA         | 17 e 20 de junho de 2016 24 de agosto de 2016                                                                             | 205                | 1.46                          |
| 30        | 4         | "Os Sentimentos/O Saco da Tentação"            | ASA         | 21 e 22 de junho de 2016 21 de novembro de 2016                                                                           | 206                | 1.58                          |
| 31-32     | 5-6       | "Steampunks (Parte 1) / Steampunks (Parte 2)"  | ASA         | 23 de junho de 2016 (Parte 1) 24 de junho de 2016 (Parte 2) 25 de agosto de 2016 (Parte 1) 26 de agosto de 2016 (Parte 2) | 201-202            | 1.17 (Parte 1) 1.16 (Parte 2) |
| 33        | 7         | "Eu & a Sra. Borks"                            | ASA         | 26 de setembro de 2016 24 de novembro de 2016                                                                             | 202                | 1.16                          |
| 34        | 8         | "Operação Pasta de Amendoim/Pequeno Latidinho" | ASA         | 27 e 28 de setembro de 2016 22 de novembro de 2016                                                                        | 202                | 1.16                          |
| 35        | 9         | "Ajudante Fee/Impasses"                        | ASA         | 29 e 30 de setembro de 2016 23 de novembro de 2016                                                                        | 202                | 1.16                          |